# Chełchy (gmina Świętajno)
Chełchy (niem. Chelchen, od 1938 r. Kelchen) – osada w Polsce położona w województwie warmińsko-mazurskim, w powiecie oleckim, w gminie Świętajno.
W latach 1975–1998 miejscowość należała administracyjnie do województwa suwalskiego.
Położona jest w pobliże jeziora Chełchy.